# Balijski tigar
Balijski tigar (Panthera tigris balica) je izumrla podvrsta tigra koja je živjela na Baliju. Posljednji je primjerak ubijen 1925. godine, a 1937. su proglašeni izumrlima. Balijski tigar je bio najmanja od 9 podvrsta tigra.

## Vanjske poveznice
- The Bali Tiger
- The Extinction Website - Species Info - Bali Tiger